# Qualificazioni al Campionato europeo femminile di pallacanestro 2019
Le qualificazioni al FIBA EuroBasket Women 2019 si sono disputate dall'11 novembre 2017 al 21 novembre 2018.

## Sorteggio
Il sorteggio per la composizione degli otto gironi da 4 squadre si è tenuto il 4 luglio 2017 a Monaco di Baviera. Le 32 squadre partecipanti sono state raggruppate in 4 fasce, in base ai risultati ottenuti nelle precedenti edizioni della competizione.
Le squadre evidenziate in grassetto si sono qualificate per la fase finale del campionato europeo.
| 1ª fascia  | 2ª fascia   | 3ª fascia     | 4ª fascia            |
| ---------- | ----------- | ------------- | -------------------- |
| Spagna     | Ucraina     | Croazia       | Finlandia            |
| Francia    | Ungheria    | Romania       | Bulgaria             |
| Belgio     | Rep. Ceca   | Gran Bretagna | Bosnia ed Erzegovina |
| Grecia     | Slovenia    | Polonia       | Portogallo           |
| Turchia    | Bielorussia | Paesi Bassi   | Estonia              |
| Italia     | Montenegro  | Islanda       | Svizzera             |
| Slovacchia | Israele     | Lituania      | Albania              |
| Russia     | Svezia      | Germania      | Macedonia            |

## Gruppi
Le vincenti degli otto gruppi e le sei migliori seconde si qualificano alla fase finale del campionato europeo.
Legenda:
      squadra qualificata.

### Gruppo A

#### Classifica
| Pos. | Squadra              | Pt | G | V | P | PF  | PS  | DP   |
| ---- | -------------------- | -- | - | - | - | --- | --- | ---- |
| 1.   | Montenegro           | 10 | 6 | 4 | 2 | 451 | 378 | +73  |
| 2.   | Bosnia ed Erzegovina | 10 | 6 | 4 | 2 | 493 | 452 | +41  |
| 3.   | Slovacchia           | 10 | 6 | 4 | 2 | 468 | 442 | +26  |
| 4.   | Islanda              | 6  | 6 | 0 | 6 | 354 | 494 | -140 |

Nota:
1. 1 2 3  Scontri diretti (differenza punti): Montenegro (+19), Bosnia ed Erzegovina (+1), Slovacchia (-20)

#### Incontri
| Arbitri: | Henri Hilke Jonas Bille Sergey Mikhaylov |

|                     |          |              |
| Kjartansdóttir 23   | Punti    | 30 Dubljević |
| H. Sverrisdóttir 9  | Assist   | 5 Pašić      |
| H. Sverrisdóttir 10 | Rimbalzi | 6 Dubljević  |

| Arbitri: | Alfred Jovović Serkan Emlek Jelena Smiljanić |

|           |          |               |
| Deura 27  | Punti    | 24 Oroszová   |
| Vrančić 4 | Assist   | 6 Bartánusová |
| Gajić 10  | Rimbalzi | 12 Oroszová   |

| Arbitri: | Zoran Mitrovski Karolina Andersson Alexander Romanov |

|                         |          |                     |
| Hruščáková, Oroszová 17 | Punti    | 22 H. Sverrisdóttir |
| Kováčiková 4            | Assist   | 6 H. Sverrisdóttir  |
| Hruscáková 14           | Rimbalzi | 10 Kjartansdóttir   |

| Arbitri: | Nikolaos Somos Alija Ferevski Tomislav Vovk |

|                    |          |            |
| Dubljević 26       | Punti    | 10 Vrančić |
| Dubljević 4        | Assist   | 3 Gajić    |
| Turčinović-Poček 8 | Rimbalzi | 11 Gajić   |

| Arbitri: | Tomislav Vovk Bogdan Podar Jelena Smiljanić |

|                     |          |                     |
| Gajić 31            | Punti    | 32 H. Sverrisdóttir |
| A. Delić, Vrančić 7 | Assist   | 5 H. Sverrisdóttir  |
| Gajić 16            | Rimbalzi | 8 Kjartansdóttir    |

| Arbitri: | Gentian Cici Erion Hoxhaj Aleksander Pavlov |

|              |          |               |
| Jovanović 24 | Punti    | 19 Felixová   |
| Mujović 8    | Assist   | 6 Bálintová   |
| Johnson 17   | Rimbalzi | 10 Hruščáková |

| Arbitri: | Sergey Krug Sergey Mikhaylov Mindaugas Večerskis (LTU) |

|               |          |          |
| Slamová 19    | Punti    | 39 Gajić |
| Bálintová 9   | Assist   | 6 Deura  |
| Hruščáková 10 | Rimbalzi | 19 Gajić |

| Arbitri: | Zoran Mitrovski Ivana Ivanović Milen Tsvetkov |

|                     |          |                                   |
| Johnson, Mujović 14 | Punti    | 22 H. Sverrisdóttir               |
| Mujović 6           | Assist   | 3 H. Sverrisdóttir, Þrastardóttir |
| Johnson 15          | Rimbalzi | 9 H. Sverrisdóttir                |

| Arbitri: | Paul Unsworth Keith Williams Csaba Cziffra |

|                     |          |             |
| H. Sverrisdóttir 20 | Punti    | 17 Oroszová |
| B. Gunnarsdóttir 4  | Assist   | 4 Bálintová |
| H. Sverrisdóttir 5  | Rimbalzi | 13 Oroszová |

| Arbitri: | Özlem Yalman Andrada Csender Svetlana Stoyanova |

|          |          |            |
| Gajić 17 | Punti    | 25 Johnson |
| Deura 5  | Assist   | 4 Mujović  |
| Gajić 27 | Rimbalzi | 16 Johnson |

| Arbitri: | Anton Makhlin Martynas Gudas Tamás Földházi |

|              |          |                    |
| Bálintová 20 | Punti    | 27 Johnson         |
| Bálintová 3  | Assist   | 4 Mujović, Vučetić |
| Slamová 8    | Rimbalzi | 16 Johnson         |

| Arbitri: | Rune Ressel Larsen Paulina Gajdosz Iain McDonald |

|                     |          |                          |
| Kjartansdóttir 27   | Punti    | 15 Babić, Deura          |
| H. Sverrisdóttir 9  | Assist   | 3 Džombeta, Gajić, Kapor |
| H. Sverrisdóttir 14 | Rimbalzi | 14 Gajić                 |

### Gruppo B

#### Classifica
| Pos. | Squadra     | Pt | G | V | P | PF  | PS  | DP   |
| ---- | ----------- | -- | - | - | - | --- | --- | ---- |
| 1.   | Turchia     | 11 | 6 | 5 | 1 | 428 | 320 | +108 |
| 2.   | Bielorussia | 11 | 6 | 5 | 1 | 448 | 358 | +90  |
| 3.   | Polonia     | 8  | 6 | 2 | 4 | 383 | 401 | -18  |
| 4.   | Estonia     | 6  | 6 | 0 | 6 | 349 | 529 | -180 |

Nota:
1. 1 2  Scontro diretto: Turchia-Bielorussia 120-114

#### Incontri
| Arbitri: | Juris Kokainis Rickard Eriksson Simon Unsworth |

|          |          |                                   |
| Pokk 19  | Punti    | 14 Köksal                         |
| Asi 4    | Assist   | 6 Çakır                           |
| Köster 9 | Rimbalzi | 5 Bilgiç, Hollingsworth, Şenyürek |

| Arbitri: | Özlem Yalman Johannes Sarekoski Sergii Tyslenko |

|                |          |                        |
| Kaczmarczyk 22 | Punti    | 16 Verameenka          |
| Ziętara 7      | Assist   | 6 Lichtarovič, Snycina |
| Ziętara 7      | Rimbalzi | 8 Verameenka           |

| Arbitri: | Andrada Csender Milosav Kaluđerović Anton Makhlin |

|               |          |             |
| Hasper 20     | Punti    | 22 Anderson |
| Lichtarovič 5 | Assist   | 4 Piibur    |
| Verameenka 10 | Rimbalzi | 9 Köster    |

| Arbitri: | Ventsislav Velikov Kfir Mualem Evgeny Vetrov |

|                                  |          |               |
| Hollingsworth, Köksal 14         | Punti    | 12 Pawlak     |
| Çakır 6                          | Assist   | 4 Makurat     |
| Çağlar, Canıtez, Hollingsworth 8 | Rimbalzi | 6 Kaczmarczyk |

| Arbitri: | Karolina Andersson Sergiy Chaykovskyy Simon Unsworth |

|           |          |                          |
| Pokk 19   | Punti    | 15 Gajda                 |
| Asi 5     | Assist   | 3 quattro giocatrici     |
| Köster 12 | Rimbalzi | 4 Kaczmarczyk, Szajtauer |

| Arbitri: | Jasmina Juras Pavel Fuska Saša Maričić |

|             |          |            |
| Bentley 12  | Punti    | 19 Alben   |
| Leuchanka 4 | Assist   | 5 Alben    |
| Rytsikava 9 | Rimbalzi | 10 Canıtez |

| Arbitri: | Vasiliki Tsaroucha Alakbar Hasanov Sergii Tyslenko |

|                         |          |             |
| Köksal 14               | Punti    | 11 Anderson |
| Alben, Çakır 4          | Assist   | 3 Asi       |
| Çağlar, Hollingsworth 6 | Rimbalzi | 6 Köster    |

| Arbitri: | Marko Vučković Elena Chernova Marek Kúkelčík |

|                      |          |                 |
| Papova 13            | Punti    | 9 Gajda, Misiek |
| Snycina, Zjuz'kova 3 | Assist   | 2 Ziętara       |
| Papova 8             | Rimbalzi | 7 Kaczmarczyk   |

| Arbitri: | Elena Chernova Henri Hilke Tom De Lange |

|           |          |                       |
| Köster 17 | Punti    | 25 Hasper             |
| Teder 4   | Assist   | 11 Verameenka         |
| Köster 10 | Rimbalzi | 10 Hasper, Verameenka |

| Arbitri: | Gintaras Vitkauskas Vilius Maciulaitis Gatis Salins |

|                |          |          |
| Stankiewicz 11 | Punti    | 19 Alben |
| Trzeciak 2     | Assist   | 4 Çakır  |
| Poboży 8       | Rimbalzi | 8 Alben  |

| Arbitri: | Ognjen Jokić Maka Kupatadze Zoran Mitrovski |

|          |          |            |
| Çakır 14 | Punti    | 17 Snycina |
| Alben 6  | Assist   | 3 Hasper   |
| Alben 13 | Rimbalzi | 11 Hasper  |

| Arbitri: | Sergey Krug Veronika Vávrová David Berekashvili |

|               |          |                            |
| Poboży 16     | Punti    | 14 Rausberg                |
| Gajda 7       | Assist   | 2 Köster, Piibur, Rausberg |
| Kaczmarczyk 9 | Rimbalzi | 11 Köster                  |

### Gruppo C

#### Classifica
| Pos. | Squadra  | Pt | G | V | P | PF  | PS  | DP   |
| ---- | -------- | -- | - | - | - | --- | --- | ---- |
| 1.   | Russia   | 12 | 6 | 6 | 0 | 540 | 328 | +212 |
| 2.   | Ungheria | 10 | 6 | 4 | 2 | 544 | 348 | +196 |
| 3.   | Lituania | 8  | 6 | 2 | 4 | 550 | 413 | +137 |
| 4.   | Albania  | 6  | 6 | 0 | 6 | 266 | 811 | -545 |

#### Incontri
| Arbitri: | Marko Vucković Csaba Cziffra Ivana Ivanović |

|                  |          |               |
| Bujari, Lalaj 12 | Punti    | 18 Vadeeva    |
| Qypi, Xhanaj 2   | Assist   | 6 Zavialova   |
| Xhanaj 4         | Rimbalzi | 10 Tichonenko |

| Arbitri: | Elena Chernova Aliaksandr Syrytsa Gavin Williams |

|              |          |          |
| Petronytė 19 | Punti    | 21 Goree |
| Okockytė 10  | Assist   | 4 Simon  |
| Petronytė 9  | Rimbalzi | 7 Goree  |

| Arbitri: | Jasmina Juras Serkan Emlek Pavel Fuska |

|                         |          |              |
| Majga 13                | Punti    | 19 Petronytė |
| Beljakova, Tichonenko 3 | Assist   | 5 Okockytė   |
| Vadeeva 9               | Rimbalzi | 9 Petronytė  |

| Arbitri: | Luis Lopes Pascale Weiwers Zdeno Zubák |

|              |          |          |
| Zele 25      | Punti    | 10 Lalaj |
| Medgyessy 10 | Assist   | 5 Aliaj  |
| Határ 11     | Rimbalzi | 7 Aliaj  |

| Arbitri: | Uroš Nikolić Ilias Kounellis Jelena Tomić |

|                     |          |           |
| Krivačević 13       | Punti    | 12 Musina |
| Krivačević 5        | Assist   | 6 Beglova |
| Goree, Krivačević 5 | Rimbalzi | 8 Vadeeva |

| Arbitri: | Mila Cavara Gordon Barbara Milosav Kaluđerović |

|                        |          |              |
| Zykaj 19               | Punti    | 24 Petronytė |
| Aliaj, Bujari, Myrto 4 | Assist   | 5 Labuckienė |
| Bujari 5               | Rimbalzi | 11 Petronytė |

| Arbitri: | Petar Denkovski Jelena Smiljanić Peter Zenis |

|                    |          |                          |
| Határ 20           | Punti    | 20 Nacickaitė, Petronytė |
| Raksányi, Studer 4 | Assist   | 4 Knyzaitė               |
| Studer 4           | Rimbalzi | 8 Petronytė              |

| Arbitri: | Karolina Andersson Zdenko Zubák Piotr Ivashkov |

|                  |          |                        |
| Vadeeva 24       | Punti    | 11 Xhanaj              |
| Beglova 8        | Assist   | 2 Myrto, Xhanaj, Zykaj |
| Musina, Vieru 14 | Rimbalzi | 3 Xhanaj               |

| Arbitri: | Alija Ferevski Dardan Maxhuni Ivan Mijalkovski |

|                    |          |                       |
| G. Bujari 9        | Punti    | 21 Fegyverneky, Határ |
| Aliaj, E. Bujari 2 | Assist   | 7 Fegyverneky, Studer |
| Lalaj 10           | Rimbalzi | 10 Határ              |

| Arbitri: | Kate Webb Zdenko Zubak Jonas Bille |

|                        |          |            |
| Nacickaitė 20          | Punti    | 23 Vadeeva |
| Okockytė-Baltkojiene 8 | Assist   | 8 Beglova  |
| Svarytė 6              | Rimbalzi | 9 Vadeeva  |

| Arbitri: | Mart Uuehendrik Jelena Smiljanić Ivor Matějek |

|           |          |                  |
| Musina 20 | Punti    | 12 Goree, Studer |
| Beglova 4 | Assist   | 4 Raksányi       |
| Musina 9  | Rimbalzi | 13 Határ         |

| Arbitri: | Kristaps Konstantinovs Anastasiya Slozhenitsina Silvia Rath |

|                           |          |           |
| Petronytė 27              | Punti    | 21 Xhanaj |
| Juškaitė 9                | Assist   | 6 Xhanaj  |
| Šarauskaitė, Šikšniūtė 15 | Rimbalzi | 10 Xhanaj |

### Gruppo D

#### Classifica
| Pos. | Squadra       | Pt | G | V | P | PF  | PS  | DP  |
| ---- | ------------- | -- | - | - | - | --- | --- | --- |
| 1.   | Gran Bretagna | 11 | 6 | 5 | 1 | 451 | 397 | +54 |
| 2.   | Grecia        | 10 | 6 | 4 | 2 | 431 | 379 | +52 |
| 3.   | Israele       | 8  | 6 | 2 | 4 | 414 | 443 | -29 |
| 4.   | Portogallo    | 7  | 6 | 1 | 5 | 348 | 425 | -77 |

#### Incontri
| Arbitri: | Jasmina Juras Haydn Jones Goran Sljivic |

|             |          |              |
| S. Silva 18 | Punti    | 15 Kaltsidou |
| Brandão 6   | Assist   | 5 Kaltsidou  |
| L. Silva 6  | Rimbalzi | 7 Kaltsidou  |

| Arbitri: | Konstantin Simonow Rune Ressel Larsen Bernard Vassallo |

|                   |          |                     |
| Leedham-Warner 22 | Punti    | 23 Levitsky         |
| Vanderwal 7       | Assist   | 9 Shafir            |
| Leedham-Warner 13 | Rimbalzi | 5 Ben-Nun, Levitsky |

| Arbitri: | Vladimir Tsekov Nikola Perlić Jelena Smiljanić |

|                |          |                         |
| Christinakī 18 | Punti    | 17 Leedham-Warner       |
| Kaltsidou 5    | Assist   | 3 Jones, Leedham-Warner |
| Spanou 10      | Rimbalzi | 10 Leedham-Warner       |

| Arbitri: | Sergey Krug Maka Kupatadze Bogdan Podar |

|          |          |             |
| Clark 19 | Punti    | 12 S. Silva |
| Shafir 4 | Assist   | 4 Brandão   |
| Clark 10 | Rimbalzi | 8 S. Silva  |

| Tel Aviv 10 febbraio 2018, ore 19:40 UTC+2 3ª giornata | Israele | 65 – 63 referto | Grecia | Shlomo Group Arena |

| Loulé 10 febbraio 2018, ore 21:00 UTC+0 3ª giornata | Portogallo | 56 – 64 referto | Gran Bretagna | Pavilhao Desportivo Municipal De Loulé |

| Calcide 14 febbraio 2018, ore 17:00 UTC+2 4ª giornata | Grecia | 81 – 59 referto | Portogallo | Tasos Kampouris Hall |

| Tel Aviv 14 febbraio 2018, ore 20:30 UTC+2 4ª giornata | Israele | 74 – 76 referto | Gran Bretagna | Shlomo Group Arena |

| Matosinhos 17 novembre 2018, ore 18:00 UTC+0 5ª giornata | Portogallo | 75 – 72 referto | Israele | Pavilhão Municipal de Guifões |

| Manchester 17 novembre 2018, ore 19:00 UTC+0 5ª giornata | Gran Bretagna | 79 – 77 referto | Grecia | Belle Vue Sports Village |

| Kozani 21 novembre 2018, ore 17:00 UTC+2 6ª giornata | Grecia | 83 – 57 (14-10, 28-13; 22-21, 19-13) referto | Israele | Lefkovrisi Kozanis Sports Centre |

| Manchester 21 novembre 2018, ore 19:00 UTC+0 6ª giornata | Gran Bretagna | 83 – 42 (20-9, 13-10; 20-8, 30-15) referto | Portogallo | Belle Vue Sports Village |

### Gruppo E

#### Classifica
| Pos. | Squadra   | Pt | G | V | P | PF  | PS  | DP   |
| ---- | --------- | -- | - | - | - | --- | --- | ---- |
| 1.   | Francia   | 11 | 6 | 5 | 1 | 520 | 302 | +218 |
| 2.   | Slovenia  | 11 | 6 | 5 | 1 | 455 | 404 | +51  |
| 3.   | Romania   | 8  | 6 | 2 | 4 | 386 | 454 | -68  |
| 4.   | Finlandia | 6  | 6 | 0 | 6 | 328 | 529 | -201 |

Nota:
1. 1 2  Scontro diretto: Francia-Slovenia 150-112

#### Incontri
| Arbitri: | Vasiliki Tsaroucha Uroš Nikolić Dumitru Stasiev |

|             |          |                         |
| Walker 17   | Punti    | 26 Lisec                |
| Mărginean 4 | Assist   | 7 Barič                 |
| Walker 7    | Rimbalzi | 5 Evans, Lisec, Prezelj |

| Arbitri: | Mindaugas Vecerskis Stanislav Kučera Mart Uuehendrik |

|              |          |                        |
| Holopainen 8 | Punti    | 21 Gruda               |
| Mäkitalo 4   | Assist   | 9 Époupa               |
| Kuier 6      | Rimbalzi | 7 Époupa, Gruda, Miyem |

| Arbitri: | Özlem Yalman Bojan Jovanović Jelena Tomić |

|            |          |              |
| Prezelj 18 | Punti    | 16 Tuukkanen |
| Oblak 7    | Assist   | 3 Tuukkanen  |
| Lisec 13   | Rimbalzi | 14 Tuukkanen |

| Arbitri: | Anthonie Sinterniklaas Samira Barrima Sigmundur Herbertsson |

|          |          |                       |
| Gruda 23 | Punti    | 13 Mărginean          |
| Époupa 8 | Assist   | 2 Godri-Părău         |
| Gruda 9  | Rimbalzi | 3 Godri-Părău, Walker |

| Helsinki 10 febbraio 2018, ore 14:00 UTC+2 3ª giornata | Finlandia | 59 – 80 referto | Romania | Töölö Sports Hall |

| Celje 10 febbraio 2018, ore 17:00 UTC+1 3ª giornata | Slovenia | 68 – 62 referto | Francia | Gimnazija Celje-Center |

| Celje 14 febbraio 2018, ore 18:00 UTC+1 4ª giornata | Slovenia | 78 – 70 referto | Romania | Gimnazija Celje-Center |

| Brest 14 febbraio 2018, ore 20:30 UTC+1 4ª giornata | Francia | 90 – 40 referto | Finlandia | Brest Arena |

| Helsinki 17 novembre 2018, ore 18:30 UTC+2 5ª giornata | Finlandia | 68 – 88 referto | Slovenia | Töölö Sports Hall |

| Cluj-Napoca 17 novembre 2018, ore 19:30 UTC+2 5ª giornata | Romania | 61 – 90 referto | Francia | Horia Demian Sports Hall |

| Cluj-Napoca 21 novembre 2018, ore 20:00 UTC+2 6ª giornata | Romania | 71 – 60 (21-25, 7-9; 14-13, 29-13) referto | Finlandia | Horia Demian Sports Hall |

| Charleville-Mézières 21 novembre 2018, ore 20:45 UTC+1 6ª giornata | Francia | 88 – 44 (31-9, 16-9; 24-15, 17-11) referto | Slovenia | Caisse d'épargne Arena |

### Gruppo F

#### Classifica
| Pos. | Squadra     | Pt | G | V | P | PF  | PS  | DP   |
| ---- | ----------- | -- | - | - | - | --- | --- | ---- |
| 1.   | Spagna      | 12 | 6 | 6 | 0 | 502 | 312 | +190 |
| 2.   | Ucraina     | 10 | 6 | 4 | 2 | 475 | 367 | +108 |
| 3.   | Paesi Bassi | 8  | 6 | 2 | 4 | 353 | 459 | -106 |
| 4.   | Bulgaria    | 6  | 6 | 0 | 6 | 349 | 541 | -192 |

#### Incontri
| Arbitri: | Maka Kupatadze Alakbar Hasanov Alexandru Olaru |

|                                  |          |                      |
| Georgieva, H. Ivanova, Voynova 8 | Punti    | 14 Nicholls          |
| Stoycheva 4                      | Assist   | 4 quattro giocatrici |
| Peteva, Voynova 5                | Rimbalzi | 9 Ndour              |

| Arbitri: | Petar Denkovski Samira Barrima Marc Mouton |

|             |          |             |
| Treffers 11 | Punti    | 33 Jahupova |
| Bröring 4   | Assist   | 4 Moss      |
| Treffers 13 | Rimbalzi | 10 Jahupova |

| Arbitri: | Aleksander Pavlov Ivana Ivanović Chrysostomos Schinas |

|             |          |                      |
| Jahupova 41 | Punti    | 8 Stoycheva          |
| Jahupova 4  | Assist   | 3 H. Ivanova, Peteva |
| Moss 10     | Rimbalzi | 8 Kostova            |

| Arbitri: | Sonia Teixeira Shane Bassett Alessandro Martolini |

|             |          |                        |
| Xargay 22   | Punti    | 5 J. Bettonvil, Butter |
| Torrens 5   | Assist   |                        |
| Nicholls 10 | Rimbalzi | 9 Van Grinsven         |

| Kiev 10 febbraio 2018, ore 16:00 UTC+2 3ª giornata | Ucraina | 68 – 72 referto | Spagna | Palazzo dello Sport |

| Sofia 10 febbraio 2018, ore 18:00 UTC+2 3ª giornata | Bulgaria | 78 – 83 referto | Paesi Bassi | Universiada Hall |

| Guadalajara 13 febbraio 2018, ore 20:00 UTC+1 4ª giornata | Spagna | 97 – 57 referto | Bulgaria | Aguas Vivas |

| Kiev 14 febbraio 2018, ore 19:00 UTC+2 4ª giornata | Ucraina | 84 – 49 referto | Paesi Bassi | Palazzo dello Sport |

| Sofia 17 novembre 2018, ore 18:00 UTC+2 5ª giornata | Bulgaria | 60 – 86 referto | Ucraina | Universiada Hall |

| Amsterdam 17 novembre 2018, ore 20:00 UTC+1 5ª giornata | Paesi Bassi | 48 – 65 referto | Spagna | Sporthallen Zuid |

| Amsterdam 21 novembre 2018, ore 20:00 UTC+1 6ª giornata | Paesi Bassi | 89 – 68 (28-14, 18-20; 18-16, 25-18) referto | Bulgaria | Sporthallen Zuid |

| Melilla 21 novembre 2018, ore 20:00 UTC+1 6ª giornata | Spagna | 84 – 71 (21-14, 18-18; 22-24, 23-15) referto | Ucraina | Pabellón Javier Imbroda Ortiz |

### Gruppo G

#### Classifica
| Pos. | Squadra   | Pt | G | V | P | PF  | PS  | DP   |
| ---- | --------- | -- | - | - | - | --- | --- | ---- |
| 1.   | Rep. Ceca | 11 | 6 | 5 | 1 | 436 | 325 | +111 |
| 2.   | Belgio    | 11 | 6 | 5 | 1 | 477 | 348 | +129 |
| 3.   | Germania  | 8  | 6 | 2 | 4 | 375 | 457 | -82  |
| 4.   | Svizzera  | 6  | 6 | 0 | 6 | 309 | 467 | -158 |

Nota:
1. 1 2  Scontro diretto: Repubblica Ceca-Belgio 115-114

#### Incontri
| Arbitri: | Gellert Kapitany Igor Esteve Malmierca Alin Faur |

|                 |          |                     |
| Fora, Giroud 15 | Punti    | 26 Meesseman        |
| Herminjard 5    | Assist   | 7 Carpréaux, Vanloo |
| Giroud 6        | Rimbalzi | 7 Hendrickx         |

| Arbitri: | Jelena Tomic Chris Dodds Charalampos Karakatsounis |

|               |          |                           |
| Greinacher 12 | Punti    | 21 Hanušová               |
| Brodersen 5   | Assist   | 4 Kat. Elhotová, Hanušová |
| Grigoleit 5   | Rimbalzi | 5 Hejdová, Voráčková      |

| Arbitri: | Elena Chernova Pedro Coelho Erion Hoxhaj |

|                        |          |                    |
| Kar. Elhotová 13       | Punti    | 17 Giroud          |
| Bartáková, Voráčková 4 | Assist   | 2 Michaux, Simioni |
| Hanušová 9             | Rimbalzi | 14 Giroud          |

| Arbitri: | Mart Uuehendrik Maciej Nazimek Carlos Santos |

|              |          |                           |
| Meesseman 31 | Punti    | 13 Bertholdt, Brunckhorst |
| Carpréaux 9  | Assist   | 4 Brunckhorst             |
| Wauters 8    | Rimbalzi | 8 Greinacher              |

| Friburgo 10 febbraio 2018, ore 17:30 UTC+1 3ª giornata | Svizzera | 54 – 56 referto | Germania | Site Sportif Saint-Leonard |

| Praga 10 febbraio 2018, ore 18:00 UTC+1 3ª giornata | Rep. Ceca | 53 – 48 referto | Belgio | Královka Arena |

| Praga 14 febbraio 2018, ore 18:00 UTC+1 4ª giornata | Rep. Ceca | 82 – 67 referto | Germania | Královka Arena |

| Courtrai 14 febbraio 2018, ore 20:30 UTC+1 4ª giornata | Belgio | 98 – 59 referto | Svizzera | Sportcampus Lange Munte |

| Friburgo 17 novembre 2018, ore 17:30 UTC+1 5ª giornata | Svizzera | 53 – 88 referto | Rep. Ceca | Site Sportif Saint-Leonard |

| Marburgo 17 novembre 2018, ore 19:30 UTC+1 5ª giornata | Germania | 58 – 77 referto | Belgio | Sporthalle Georg-Gaßmann-Stadion |

| Wolfenbüttel 21 novembre 2018, ore 19:30 UTC+1 6ª giornata | Germania | 78 – 52 (21-14, 20-16; 21-12, 16-10) referto | Svizzera | Lindenhalle Wolfenbüttel |

| Courtrai 21 novembre 2018, ore 20:30 UTC+1 6ª giornata | Belgio | 66 – 62 (12-14, 21-7; 17-20, 16-21) referto | Rep. Ceca | Sportcampus Lange Munte |

### Gruppo H

#### Classifica
| Pos. | Squadra   | Pt | G | V | P | PF  | PS  | DP   |
| ---- | --------- | -- | - | - | - | --- | --- | ---- |
| 1.   | Italia    | 11 | 6 | 5 | 1 | 420 | 323 | +97  |
| 2.   | Svezia    | 10 | 6 | 4 | 2 | 432 | 339 | +93  |
| 3.   | Croazia   | 9  | 6 | 3 | 3 | 442 | 329 | +113 |
| 4.   | Macedonia | 6  | 6 | 0 | 6 | 258 | 561 | -303 |

#### Incontri
| Arbitri: | Andrada Csender Ivan Milićević Vladimir Tsekov |

|                |          |               |
| Givens 22      | Punti    | 12 Cinili     |
| Mitrašinović 4 | Assist   | 7 Zandalasini |
| Kmetovska 9    | Rimbalzi | 12 Andrè      |

| Arbitri: | Sonia Teixeira Boris Krejić Ilya Putenko |

|           |          |                |
| Režan 19  | Punti    | 18 Zahui       |
| Sandrić 4 | Assist   | 5 E. Eldebrink |
| Režan 9   | Rimbalzi | 17 Zahui       |

| Arbitri: | Martynas Gudas Yury Ihnatsyeu Bert van Slooten |

|                |          |                |
| Zahui 19       | Punti    | 18 Givens      |
| F. Eldebrink 8 | Assist   | 4 Mitrašinović |
| Zahui 16       | Rimbalzi | 7 Givens       |

| Arbitri: | Vasiliki Tsaroucha Tamás Benczur Zdenko Tomašovič |

|                |          |              |
| Sottana 25     | Punti    | 35 Režan     |
| Dotto 4        | Assist   | 7 Premasunac |
| Zandalasini 10 | Rimbalzi | 13 Režan     |

| Arbitri: | Ivor Matejek Henri Hilke Michał Proc |

|                              |          |                   |
| Zahui 16                     | Punti    | 22 Sottana        |
| E. Eldebrink, F. Eldebrink 5 | Assist   | 4 F. Dotto        |
| Zahui 9                      | Rimbalzi | 9 Andrè, Nicolodi |

| Arbitri: | Ciprian Stoica Alin Faur Maka Kupatadze |

|                             |          |                |
| Mitrašinović 22             | Punti    | 22 Sandrić     |
| Mitrašinović 3              | Assist   | 8 Sandrić      |
| Mitrašinović, Trajchevska 7 | Rimbalzi | 7 Begić, Režan |

| Arbitri: | Sébastien Clivaz Luís Lopes Bernard Vassallo |

|                     |          |                |
| Zandalasini 21      | Punti    | 9 Mitrašinović |
| F. Dotto, Sottana 6 | Assist   | 2 Kmetovska    |
| Andrè 11            | Rimbalzi | 9 Kmetovska    |

| Arbitri: | Özlem Yalman Mārtiņš Kozlovskis Gintaras Vitkauskas |

|                |          |                            |
| Loyd 12        | Punti    | 23 Režan                   |
| E. Eldebrink 7 | Assist   | 6 Sandrić                  |
| Zahui 16       | Rimbalzi | 9 Begić, Premasunac, Režan |

| Arbitri: | Vasiliki Tsaroucha Alexandra Stan Gellert Kapitany |

|           |          |                     |
| Tikvić 11 | Punti    | 17 Penna            |
| Dojkić 3  | Assist   | 4 Zandalasini       |
| Režan 8   | Rimbalzi | 4 cinque giocatrici |

| Arbitri: | Vladimir Tsekov Erion Hoxhaj Dénes Tozsér |

|                |          |                      |
| Stojanovska 21 | Punti    | 22 F. Eldebrink      |
| Mitrašinović 3 | Assist   | 8 E. Eldebrink       |
| Stojanovska 10 | Rimbalzi | 10 Halvarsson, Zahui |

| Arbitri: | Marko Vučković Abigail Catrix Milan Španič |

|              |          |                         |
| Tikvić 15    | Punti    | 14 Mitrašinović         |
| Sandrić 4    | Assist   | 2 Mitrašinović, Nikolić |
| Premasunac 8 | Rimbalzi | 6 Kmetovska, Lazareska  |

| Arbitri: | Jasmina Juras Esperanza Mendoza Andrada Csender |

|                      |          |                 |
| Andrè 20             | Punti    | 19 F. Eldebrink |
| Dotto, Zandalasini 3 | Assist   | 8 E. Eldebrink  |
| Andrè 9              | Rimbalzi | 9 Zahui         |

### Classifica delle migliori seconde
Si qualificano alla fase finale le sei seguenti squadre:
| ordine | squadra              | punti | G | V | P | PF  | PS  | Diff. | gruppo |
| ------ | -------------------- | ----- | - | - | - | --- | --- | ----- | ------ |
| 1      | Belgio               | 11    | 6 | 5 | 1 | 477 | 348 | +129  | G      |
| 2      | Bielorussia          | 11    | 6 | 5 | 1 | 448 | 358 | +90   | B      |
| 3      | Slovenia             | 11    | 6 | 5 | 1 | 455 | 404 | +51   | E      |
| 4      | Ungheria             | 10    | 6 | 4 | 2 | 544 | 348 | +196  | C      |
| 5      | Ucraina              | 10    | 6 | 4 | 2 | 475 | 367 | +108  | F      |
| 6      | Svezia               | 10    | 6 | 4 | 2 | 432 | 339 | +93   | H      |
| 7      | Grecia               | 10    | 6 | 4 | 2 | 431 | 379 | +52   | D      |
| 8      | Bosnia ed Erzegovina | 10    | 6 | 4 | 2 | 493 | 452 | +41   | A      |

Nota: L'ordine di classifica si basa su 1) punti conseguiti, 2) differenza punti, 3) punti segnati.